# جبل أثلب
جبل أثلب في الشمال الشرقي من مدائن صالح الواقعة في شمال منطقة المدينة المنورة في السعودية.
اشتهر هذا الجبل بالنقوش والمعابد والمحاريب المنحوتة داخل الشق والذي يُسمى «السيق». وأبرز ما في هذا الجبل وبه صالة كبيرة مفتوحة (يعتقد بأنها كانت معبداً) تسمى الديوان.

## سبب التسمية
يعرف فريق خبراء الأمم المتحدة المعني بالأسماء الجغرافية أثلب للهضبة المنفردة التي تحيط بها الرمال، والجمع (أثالب)، وتطلق الأثالب في شمالي المملكة العربية السعودية على هضاب مدائن صالح وجبالها. وهي هضاب منفردة، كل واحدة قائمة برأسها، تحيط بها الرمال.